# Hans Gerhard Behringer
Hans Gerhard Behringer (* 9. August 1952 in Mengersdorf bei Bayreuth) ist ein deutscher Diplom-Psychologe, Theologe, Psychotherapeut, Seminartrainer und Schriftsteller.

## Leben
Behringer studierte evangelische (und auch teils katholische) Theologie in Neuendettelsau und Tübingen und legte 1977 das Examen ab. Das Studium der Psychologie in Regensburg und Boulder, Colorado/USA schloss er 1983 mit Diplom ab. Weiter nahm er an Zusatzausbildungen in Gestalttherapie, in analytisch-systemischer Familientherapie, Bibliodrama sowie tiefenpsychologischer Traum- und Symbolarbeit teil.
Bis 1988 arbeitete er als Berater, Supervisor und Fortbildner an der Psychologischen Beratungsstelle für Familien-, Ehe- und Lebensfragen in Hof als Berater, Supervisor und Fortbildner. Von 1988 bis 2011 war er bayernweit als Fortbildungsreferent am Diakonie-Kolleg Bayern in Nürnberg mit den Schwerpunkten Spiritualität, Persönlichkeitsentwicklung und -entfaltung tätig.
Seit 1987 hat er zahlreiche Bücher veröffentlicht. Seit 2011 lebt er mit seiner Familie in Davos/Schweiz und arbeitet selbstständig als freiberuflicher Seminartrainer, in eigener Praxis als Berater, approbierter Psychologischer Psychotherapeut, Supervisor und Coach sowie als Buchautor.

## Veröffentlichungen
- Wie das Leben weise macht – eine Spiritualität des Älterwerdens. Patmos, Ostfildern 2018, ISBN 978-3-8436-1097-1.
- Die Heilkraft der Feste erfahren – den Jahreskreis neu entdecken. Patmos, Ostfildern 2016, ISBN 978-3-8436-0758-2.
- Grundkräfte des Lebens: heilsame Impulse für jeden Monat – Feste – Meditationen – Rituale. Kösel, München 2013, ISBN 3-466-37070-1.
- Grundkräfte des Lebens – Meditationen für Gestresste – für jede Jahreszeit. CD mit Booklet, vom Autor gesprochen, mit Musikuntermalung, München 2013. Best.-Nr. 978-3-466-45850-9.
- Aufatmen und neue Kraft schöpfen – 12 Schritte aus Krisen und Erschöpfung. Kösel, München 2008, ISBN 3-466-36702-6.
- Ausgebrannt? Aufatmen – Kraft schöpfen – Neuwerden: Heilungsmeditationen. CD mit Booklet, vom Autor gesprochen, mit Musikuntermalung, Kösel, München 2007, ISBN 3-466-45765-3.
- Geheilt werden – biblische Wundergeschichten als Lebenshilfe. Kösel, München 2002, ISBN 3-466-36582-1.
- Wachsen – Wandeln – Wagen. Meditative Gedichte und Texte. Gunzenhausen 2003, ISBN 3-9804242-0-0.
- Sommersonnenwende. Meditative Texte und Gedichte. Ansporn-Verlag, Hof 1986, ISBN 3-924706-19-0.